# Tonneau (automobile)

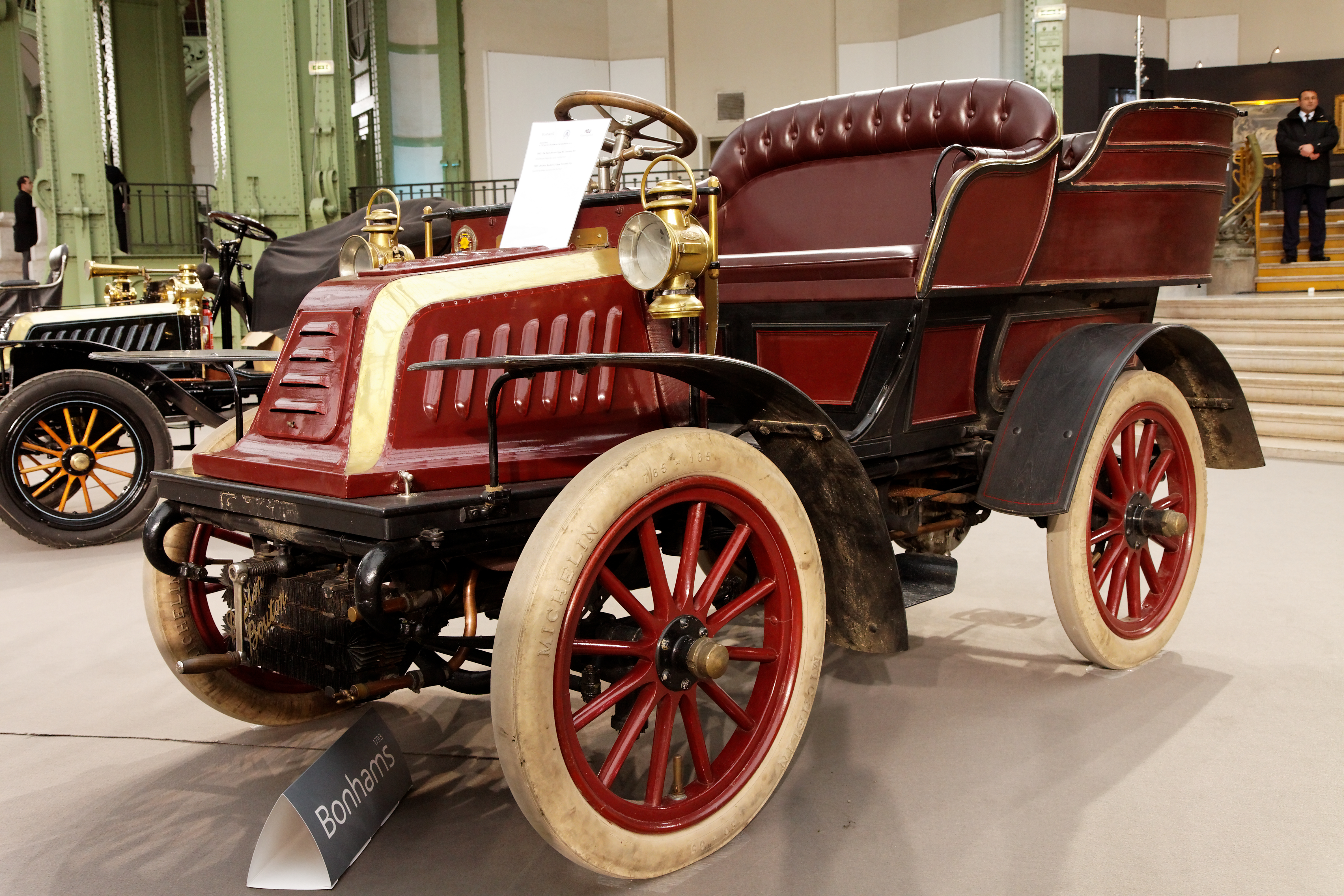
De Dion-Bouton type K1, un tonneau automobile.

Un tonneau est un type de carrosserie automobile issu de la voiture hippomobile du même nom. Il comporte une banquette avant et un espace arrière fermé latéralement qui comprend deux sièges dont l'accès se fait par la porte arrière. Lorsque les sièges sont remplacés par des bancs longitudinaux, le tonneau est appelé break.